# Beatnuts Forever
Albums de The Beatnuts
Take It or Squeeze It
(2001) Classic Nuts, Vol. 1
(2002)
Beanuts Forever est une compilation des Beatnuts, sortie en 2001.
Publié peu de temps après Take It or Squeeze It, cet album n'a été édité qu'en vinyle.

## Liste des titres
| No  | Titre                                                         | Album original             | Durée |
| --- | ------------------------------------------------------------- | -------------------------- | ----- |
| 1.  | Intro                                                         | Inédit                     |       |
| 2.  | Watch Out Now (featuring Yellaklaw)                           | A Musical Massacre         |       |
| 3.  | Get Funky (Remix)                                             | Remix EP: The Spot         |       |
| 4.  | Off the Books (featuring Big Pun et Cuban Link)               | Stone Crazy                |       |
| 5.  | No Equal                                                      | Intoxicated Demons: The EP |       |
| 6.  | Let's Git Doe (featuring Fatman Scoop et Zhana)               | Take It or Squeeze It      |       |
| 7.  | Reign of the Tec                                              | Intoxicated Demons: The EP |       |
| 8.  | Se Acabo (Remix) (featuring Method Man)                       | Take It or Squeeze It      |       |
| 9.  | Hit Me with That                                              | The Beatnuts: Street Level |       |
| 10. | It's Da Nuts (featuring Al' Tariq et Sunni Fitch)             | Take It or Squeeze It      |       |
| 11. | Give Me tha Ass                                               | Stone Crazy                |       |
| 12. | R.U. Ready II (featuring Grand Puba)                          | Remix EP: The Spot         |       |
| 13. | Superbad                                                      | The Beatnuts: Street Level |       |
| 14. | Turn It Out (featuring Greg Nice)                             | A Musical Massacre         |       |
| 15. | Psycho Dwarf II (featuring Nogoodus)                          | Remix EP: The Spot         |       |
| 16. | Slam Pit (featuring Cuban Link et Common)                     | A Musical Massacre         |       |
| 17. | Props Over Here (Remix)                                       | Remix EP: The Spot         |       |
| 18. | World's Famous                                                | Intoxicated Demons: The EP |       |
| 19. | Who's Comin' Wit da Shit Na (featuring Willie Stubz et Angie) | Take It or Squeeze It      |       |
| 20. | Find That                                                     | Stone Crazy                |       |
| 21. | No Escapin' This (featuring Greg Nice et Claudette Sierra)    | Take It or Squeeze It      |       |